# ال پاسو (سزار)
ال پاسو (سزار) (به اسپانیایی: El Paso, Cesar) یک سکونتگاه مسکونی در کلمبیا است که در بخش سزار واقع شده‌است.

## خصوصیات
ال پاسو ۲۰٬۲۹۲ نفر جمعیت دارد.